# Chaumoux-Marcilly
Chaumoux-Marcilly è un comune francese di 108 abitanti situato nel dipartimento del Cher, nella regione del Centro-Valle della Loira.

## Società

### Evoluzione demografica
Abitanti censiti